# Park-šuma Šestinski dol
Park-šuma Šestinski dol, park-šuma u Hrvatskoj i jedna od 17 park-šuma na prostoru Grada Zagreba. Prostire se na sjeveru Zagreba, na padinama Medvednice, kod Šestina. Ukupna površina iznosi 9,35 ha, od čega šumi pripada 4,55 ha. Prosječna drvna zaliha iznosi 200,3 m3/ha, a prirast 5,50 mVha. Stanište je hrasta kitnjaka na kojem znatni udio pored kitnjaka ima bagrem. Čiste sastojine bagrema treba postupno pretvarati u kitnjakove po uobičajenim metodama. U vitalnijim skupinama bagrema i u dijelovima gdje u omjeru smjese dominira hrast kitnjak,  treba obavljati prorede formirajući   što prirodniju okomitu strukturu i omjer smjese. Ophodnju bagremovog kolosjeka treba produžiti i uz nužne uzgojne radove uzgojiti bagremovu nisku šumu. Državnih šuma u Park-šumi Šestinski dol je 3,55 ha, privatnih 1,00 ha, ostalih površina 4,80 ha. Prosječna drvna zaliha je 203,00 prostornih metara po hektaru. Prosječni godišnji tečajni prirast je 5,60 prostornih metara po hektaru.